# Guna Yala
Guna Yala è una comarca indigena di Panama. Ha una superficie 4.383,5 km² e secondo il censimento del 2010 la popolazione è di 33.109 abitanti. Il capoluogo è Narganá.
È abitata dal popolo indigeno Guna. Il nome significa "Terra Guna" o "Montagna Guna" nella loro lingua. Quest'area era precedentemente conosciuta come "San Blas" ed in seguito come "Kuna Yala", ma il nome subì un cambiamento nell'ottobre del 2011, quando il governo panamense accolse il reclamo del popolo Guna: dato che nella loro lingua nativa non esistono né la lettera né il fonema k, il nome è diventato "Guna Yala".

## Geografia antropica

### Suddivisioni amministrative
La comarca non è suddivisa in distretti, ma ha quattro comuni (corregimientos):
- Narganá
- Ailigandí
- Puerto Obaldía
- Tubualá

## Abbigliamento tradizionale
I gruppi indigeni panamensi conservano tradizioni di abbigliamento uniche che riflettono ogni comunità etnica del paese. Questi abiti sono realizzati da artigiani locali esperti.
- Popolo Guna (Kuna): Gli abitanti del territorio Guna creano le Molas, pannelli di tessuto cuciti a mano con motivi geometrici o ispirati alla natura. Le donne le incorporano nelle loro bluse tradizionali.
- Emberá e Wounaan: Questi popoli prediligono abiti semplici, che decorano con collane di perline, ornamenti corporei e cesti intrecciati a mano.
- Ngäbe-Buglé: Riconoscibili per i loro abiti colorati con audaci motivi geometrici e accessori fatti a mano.[2]